# Mix (build tool)
Mix è uno strumento di automazione dello sviluppo per lavorare con applicazioni scritte nel linguaggio di programmazione Elixir. Mix è stato creato nel 2012 da Anthony Grimes, che si è ispirato a Leiningen di Clojure. Poco dopo, Mix è stato unito al linguaggio di programmazione Elixir stesso e fino ad oggi è una delle sei applicazioni che fanno parte del linguaggio Elixir. Mix offre funzionalità per la creazione, la compilazione ed il test del codice sorgente Elixir e per la gestione delle dipendenze e la distribuzione di applicazioni Elixir.

## Mix Tasks
Mix offre una serie di comandi per creare, ripulire, costruire, compilare, eseguire, e di test delle applicazioni Elixir. Ad esempio, Mix può essere utilizzato per creare un nuovo progetto, come una nuova applicazione hello world. Eseguendo da riga di comando mix new hello_world risulterà in:  
```
$ 
mix
 
new
 
hello_world

* creating README.md

* creating .formatter.exs

* creating .gitignore

* creating mix.exs

* creating config

* creating config/config.exs

* creating lib

* creating lib/hello_world.ex

* creating test

* creating test/test_helper.exs

* creating test/hello_world_test.exs

Your Mix project was created successfully.

You can use "mix" to compile it, test it, and more:

    cd hello_world

    mix test

Run "mix help" for more commands.

```

## Applicazione
Come build tool di Elixir, Mix viene utilizzato per applicazioni destinate alla macchina virtuale Erlang (al contrario della macchina virtuale Java o .NET Common Language Runtime).
Mix può essere utilizzato per generare applicazioni Web basate sul framework Phoenix.